# Vícemil

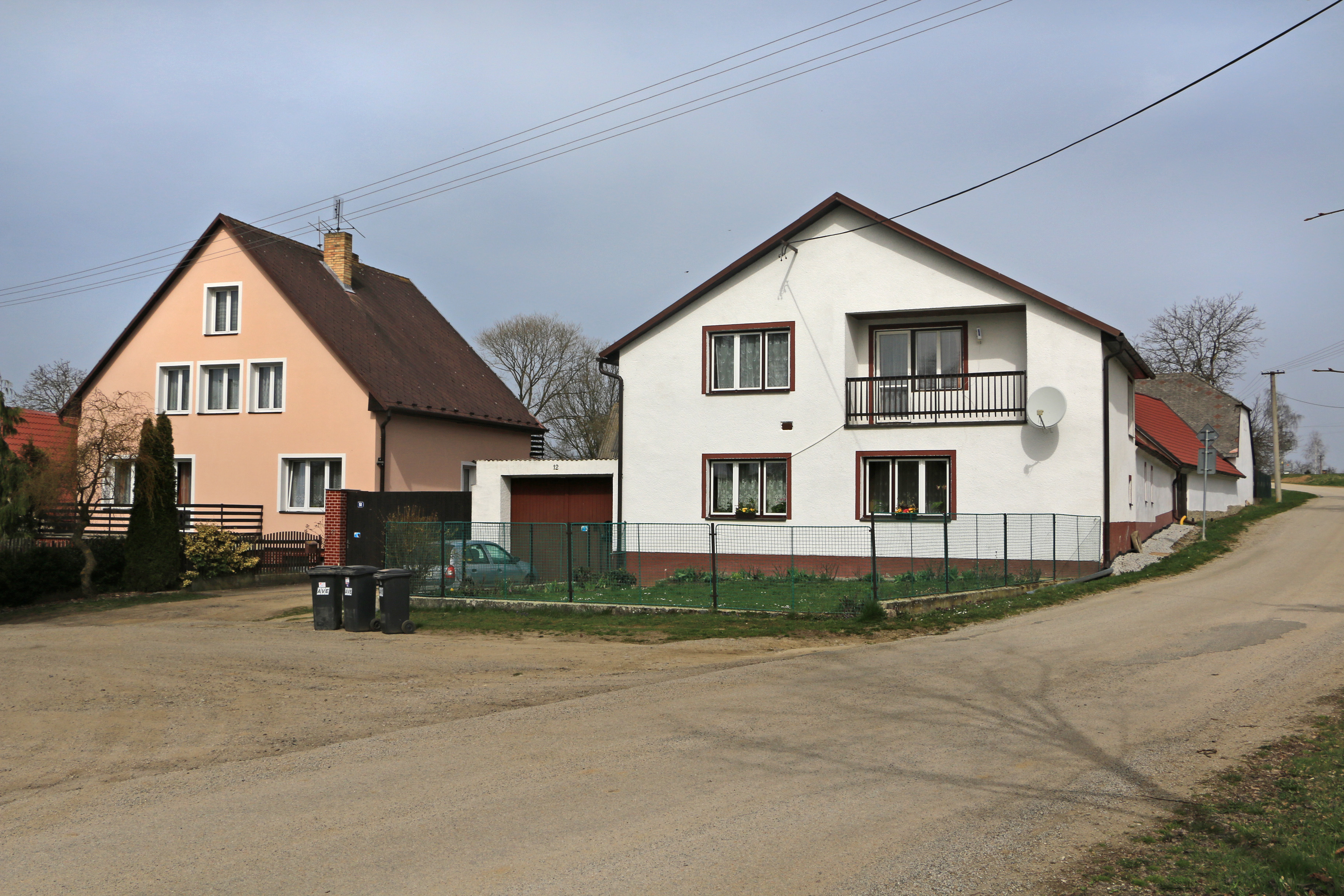
Dorfplatz

Vícemil (deutsch Witzemil) ist eine Gemeinde in Tschechien. Sie befindet sich 12 Kilometer östlich von Soběslav und gehört zum Okres Jindřichův Hradec.

## Geographie
Vícemil befindet sich im Süden der Böhmisch-Mährischen Höhe am Fuße des 584 m hohen Hügels Sněžník (Schneeberg).
Nachbarorte sind Lipovka, Nový Dvůr und Březina im Norden, Deštná im Osten, Jižná und Červená Lhota im Süden, Dírná im Südwesten, Nová Ves im Westen sowie Chotěmice im Nordwesten.

## Geschichte
Erstmals urkundlich erwähnt wurde das Dorf im Jahre 1378.

## Gemeindegliederung
Für die Gemeinde Vícemil sind keine Ortsteile ausgewiesen. Grundsiedlungseinheiten sind Pod Vícemilí (Rothlhotta) und Vícemil (Witzemil).

## Sehenswürdigkeiten
- Wasserschloss Červená Lhota südwestlich des Dorfes im Tal des Direnský potok